# Tullia die Jüngere
Tullia die Jüngere war die jüngere Tochter des sagenhaften, sechsten römischen Königs Servius Tullius, der angeblich von 578 bis 534 v. Chr. regierte. Sie soll den Sturz ihres Vaters herbeigeführt haben.
Für unser Wissen über die historische Tullia – wenn es sie je gegeben hat – sind von den erhaltenen Quellen vor allem das erste Buch von Livius’ Geschichtswerk Ab urbe condita und das vierte Buch der Römischen Altertümer des Dionysios von Halikarnassos von Bedeutung. Hier sind die ausführlichsten noch vorhandenen Darstellungen des Endes von Servius Tullius zu finden. Allerdings beruht die Überlieferung über diese lange vor dem Beginn der römischen Geschichtsschreibung liegende Zeit meist auf Sagen.
Demgemäß soll die jüngere Tullia, die als temperamentvoll, ehrgeizig und herrschsüchtig geschildert wird, eine der dämonischsten Frauengestalten der römischen Königszeit gewesen sein. Sie war die Gemahlin des Ar(r)uns Tarquinius, eines Sohns oder Enkels des fünften römischen Königs Lucius Tarquinius Priscus. Als ihr Gatte trotz ihrer Überredungsversuche keine Anstalten machte, die Herrschaft zu ergreifen, suchte sie die Verbindung zu dem ihr charakterlich ähnlichen Bruder ihres Gatten, Lucius Tarquinius Superbus, der mit ihrer rechtschaffenen, älteren, gleichnamigen Schwester verheiratet war. Sie stiftete ihren stolzen Schwager dazu an, ihre jeweiligen Ehepartner aus dem Weg zu räumen, woraufhin ihre Schwester und ihr Gatte Ar(r)uns diesem Mordkomplott zum Opfer fielen.

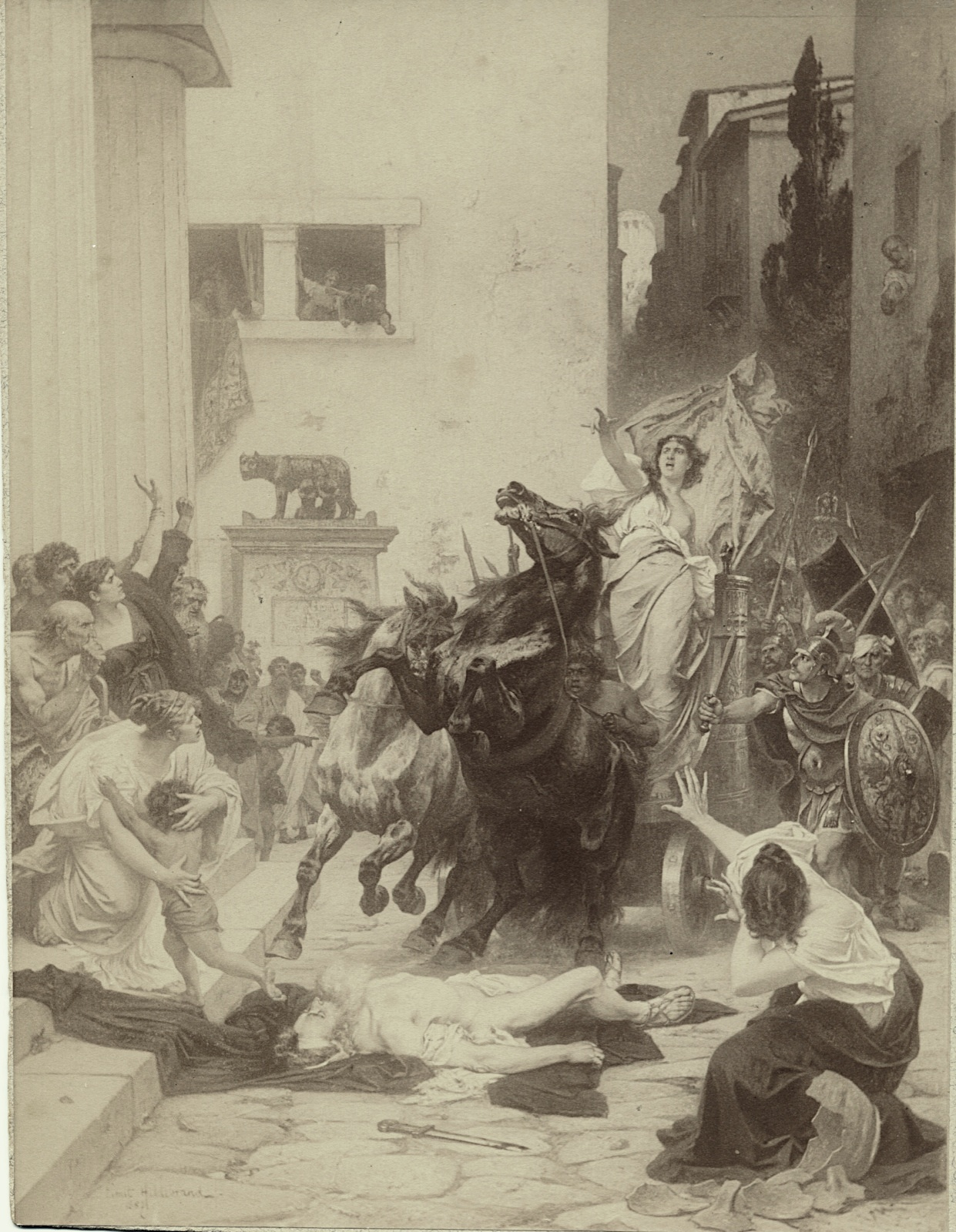
Tullia treibt ihr Gespann über den Leichnam ihres Vaters. Zeichnung von Ernst Hildebrand, vor 1888

Nach dem doppelten Gattenmord heiratete Tullia ihren Schwager und veranlasste ihn zum Staatsstreich, damit sie selbst die Herrschaft übernehmen konnten. Tarquinius Superbus schritt rasch zur Tat und stieß Servius Tullius nach einem Streit die Treppen der Kurie herab. Auf Tullias Betreiben schickte Tarquinius Superbus Schergen aus, die den flüchtigen, alten König unterhalb des Esquilin an der Kreuzung des vicus Cyprius und clivus Urbius einholten und töteten. Als sich Tullia, die mit ihrer Kutsche zum Forum geeilt war, um Tarquinius Superbus als Erste als neuen König zu begrüßen, wieder auf den Heimweg machte, sah der Lenker ihres Wagens unterwegs den Leichnam ihres Vaters liegen. Da er daraufhin zögerte weiterzufahren, überfuhr Tullia mit dem Gespann selbst ihren toten Vater. So traf sie blutbespritzt zu Hause ein. Deshalb wurde die Stelle, an der sich diese Untat ereignet hatte, vicus sceleratus (= „Verbrechensgasse“) genannt.
In den Hauptzügen lag diese Erzählung über Tullias angebliche Freveltat bereits vor der Zeit des ersten römischen Geschichtsschreibers, Quintus Fabius Pictor, fertig vor. Im Verlaufe der weiteren Darstellungen von Livius und Dionysios von Halikarnassos tritt Tullia nicht mehr hervor; laut Livius soll sie, als Tarquinius Superbus 509 v. Chr. von Lucius Iunius Brutus gestürzt wurde, aus Rom entwichen sein.
Tullias Missetat wird auch von weiteren antiken Autoren, u. a. Ovid und Valerius Maximus erwähnt. In der Neuzeit wurde das Thema literarisch vom englischen Schriftsteller William Painter (1566) behandelt, musikalisch in der Oper Tullia superba des italienischen Komponisten Giovanni Domenico Freschi (Libretto von Antonio Medolago, 1678) sowie in der Bildenden Kunst u. a. in Gemälden von Giovanni Battista Tiepolo (um 1718; heute verloren), Michel-François Dandré-Bardon (1735), Jean Bardin (1765) und Philipp Friedrich von Hetsch (1783).